# Drukkerij Moreau
Drukkerij Moreau is een drukkerij in de Belgische gemeente Oostrozebeke. Ze bestaat al zes generaties lang. Vanaf het jaar 1870 rolt het papier er over de drukpersen. 

## Geschiedenis

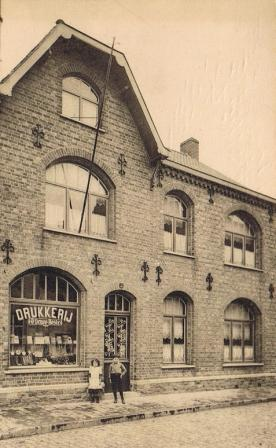
Drukkerij Moreau

In 1870 startte Jean-Baptiste Hoste de drukkerij op. Hij deed de zaak in de beginjaren met de hulp van zijn zoon Achiel Hoste draaien. Toen Jean-Baptiste Hoste stierf, stond Achiel er in Drukkerij Hoste alleen voor. Achiel overleed in het jaar 1893.

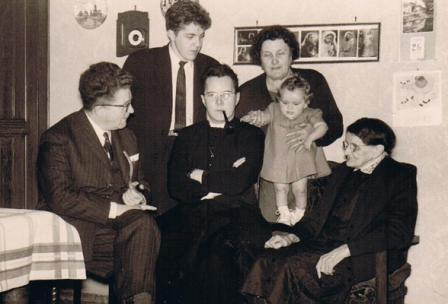
v.l.n.r.: Joris Moreau, Gerard Moreau, E.H. Herman Moreau, Maria Denoo, Mieke Moreau, Alida Hoste

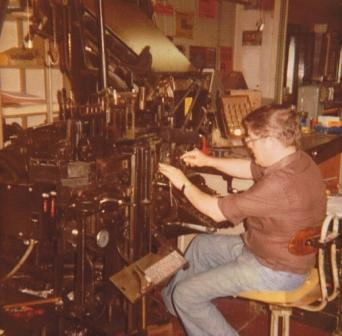
Gerard Moreau in de zetterij

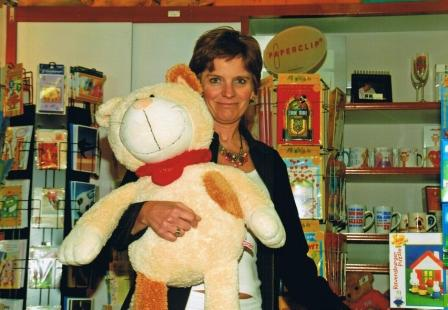
Huidige uitbaatster van de winkel: Lieve Moreau

Alida Hoste, de zus van Achiel leidde de zaak verder. In 1899 trouwde Alida met Alfons Denoo. Zo kreeg de drukkerij de naam Drukkerij Denoo-Hoste. Haar man was onderwijzer-koster in Oostrozebeke. Aangezien geen van beiden drukte, hadden ze Medard Lavaert in dienst genomen. Medard hielp 50 jaar lang in de drukkerij. Hij bleef er ook inslapen. Na 50 jaar dienst, overleed hij op 13 oktober 1953. 
Maria Denoo, dochter van Alida (°1962) en Alfons, werkte in het winkeltje bij de drukkerij. Daar verkochten ze uurwerken, schoolgerei,... Maria huwde met Joris Moreau. Joris was onderwijzer, maar hielp ook af en toe in de drukkerij. Maar Medard Lavaert, de drukker, was gestorven. Dus moesten ze een nieuwe drukker aanwerven. Het zou de zoon van Maria en Joris worden: Gerard Moreau (°1936).
Gerard Moreau studeerde nog aan de drukkerschool van de Broeders van Onze-Lieve-Vrouw van Lourdes in Oostakker. Omdat er geen drukker meer was, moest Gerard Moreau met zijn studies stoppen en in de drukkerij van zijn ouders gaan werken. Uiteindelijk nam Gerard Moreau de drukkerij over. Gerard huwde in het jaar 1959 met Marie-Thérèse Vandemaele (°1933). Zij hielp de mensen in de winkel. De winkel verkocht speelgoed, school- en kantoorgerei, geschenken, ...
Gerard Moreau en Marie-Thérèse kregen twee kinderen: Mieke (°1960) en Lieve (°1964). Mieke Moreau ging in de winkel helpen. Lieve Moreau, die een opleiding volgde aan het Hoger Instituut voor Grafisch Onderwijs (Higro) te Mariakerke, werkte bij haar vader in de drukkerij. Ondertussen was de naam van de drukkerij veranderd naar Drukkerij Moreau. In de drukkerij waren er dus drie mensen aan het werk: Gerard en Lieve Moreau, maar ook nog drukker Joel Speleers. 
Op 31 december 1992 overleed Gerard Moreau. Marie-Thérèse en Mieke Moreau bleven in de winkel werken. Lieve Moreau en Joel Speleers hielden de drukkerij draaiende. In 1997 huwde Lieve Moreau met Hans Decaluwe. Deze laatstgenoemde baatte Drukkerij Decaluwe in Kortrijk uit. De winkel in Oostrozebeke bleef bestaan, maar alles werd gedrukt in de Drukkerij Decaluwe in Kortrijk. Door deze samenwerking ging drukker Joël Speleers bij imprimerie Desmet-Laire werken. Lieve Moreau ging samen met haar moeder, Marie-Thérèse, in de winkel werken. Mieke Moreau trok zich uit de winkel terug en veranderde van werk. 
In het jaar 2000 nam Lieve Moreau de winkel van Marie-Thérèse over, maar haar moeder bleef wel helpen in de winkel. Uiteindelijk ging zij in het jaar 2005 met pensioen. Lieve Moreau is nu de uitbaatster van de winkel. 